# Yura
Pour les articles homonymes, voir Yura (homonymie).
Yura (由良町, Yura-chō) est un bourg du district de Hidaka, dans la préfecture de Wakayama, au Japon.

## Géographie

### Démographie
Au 1er décembre 2014, la population de Yura s'élevait à 5 960 habitants répartis sur une superficie de 30,74 km2.